# Calamaria griswoldi
Calamaria griswoldi är en ormart som beskrevs av Loveridge 1938. Calamaria griswoldi ingår i släktet Calamaria och familjen snokar. IUCN kategoriserar arten globalt som livskraftig. Inga underarter finns listade.
Arten förekommer med två populationer i Malaysias del av Borneo. Calamaria griswoldi vistas i låglandet och i bergstrakter upp till 1800 meter över havet. Honor lägger ägg.